# David Oppenheimer
Pour les articles homonymes, voir Oppenheimer.
David ben Abraham Oppenheimer (juin 1664, Worms - 12 septembre 1736, Prague), est un scribe et bibliophile, Grand-Rabbin de Moravie et de Bohême.